# Jekaterina Joerlova-Percht
Jekaterina Viktorovna Joerlova-Percht (Russisch: Екатерина Викторовна Юрлова-Перхт) (Sint-Petersburg, 23 februari 1985) is een Russische biatlete.

## Carrière
Joerlova maakte haar wereldbekerdebuut in maart 2008 in Chanty-Mansiejsk. In januari 2010 scoorde de Russin in Oberhof haar eerste wereldbekerpunten. In januari 2011 behaalde ze in Oberhof haar eerste toptienklassering in een wereldbekerwedstrijd. Op de wereldkampioenschappen biatlon 2011 in Chanty-Mansiejsk eindigde Joerlova op drie individuele onderdelen in de top tien; ze werd zesde op de 7,5 kilometer sprint, zevende op de 15 kilometer individueel en tiende op de 10 kilometer achtervolging. Op de 4x6 kilometer estafette eindigde ze samen met Anna Bogali-Titovets, Svetlana Sleptsova en Olga Zajtseva op de achtste plaats. In Nové Město na Moravě nam de Russin deel aan de wereldkampioenschappen biatlon 2013. Op dit toernooi eindigde ze als 32e op de 15 kilometer individueel.
Tijdens de wereldkampioenschappen biatlon 2015 in Kontiolahti veroverde Joerlova de wereldtitel op de 15 kilometer individueel, tevens haar eerste wereldbekerzege. Daarnaast eindigde ze als elfde op de 12,5 kilometer massastart. Samen met Jekaterina Glazyrina, Darja Virolajnen en Jekaterina Sjoemilova eindigde ze als vierde op de 4x6 kilometer estafette.

## Resultaten

### Wereldkampioenschappen
| Jaar | Plaats               | Resultaten                                                                                               |
| ---- | -------------------- | --- |
| 2011 | Chanty-Mansiejsk     | 7e 15 km individueel 6e 7,5 km sprint 10e 10 km achtervolging 15e 12,5 km massastart 8e 4x6 km estafette |
| 2013 | Nové Město na Moravě | 32e 15 km individueel                                                                                    |
| 2015 | Kontiolahti          | 15 km individueel · 11e 12,5 km massastart · 4e 4x6 km estafette                                         |

### Wereldbeker
Eindklasseringen
| Seizoen   | Algemeen                           | Individueel                        | Sprint                             | Achtervolging                      | Massastart                         |
| --------- | ---------------------------------- | ---------------------------------- | ---------------------------------- | ---------------------------------- | ---------------------------------- |
| 2009/2010 | 59e                                | 64e                                | 51e                                | 55e                                | -                                  |
| 2010/2011 | 17e                                | 18e                                | 17e                                | 13e                                | 21e                                |
| 2011/2012 | 37e                                | 31e                                | 47e                                | 44e                                | 27e                                |
| 2012/2013 | 32e                                | 14e                                | 42e                                | 32e                                | 28e                                |
| 2013/2014 | 94e                                | -                                  | 83e                                | -                                  | -                                  |
| 2014/2015 | 31e                                | 7e                                 | 58e                                | 38e                                | 25e                                |
| 2015/2016 | 20e                                | 18e                                | 21e                                | 11e                                | 28e                                |
| 2016/2017 | Geen deelname vanwege zwangerschap | Geen deelname vanwege zwangerschap | Geen deelname vanwege zwangerschap | Geen deelname vanwege zwangerschap | Geen deelname vanwege zwangerschap |
| 2017/2018 | 13e                                | 49e                                | 11e                                | 10e                                | 13e                                |
| 2018/2019 | 14e                                | 43e                                | 13e                                | 21e                                | 5e                                 |
| 2019/2020 | 17e                                | 16e                                | 32e                                | 18e                                | 15e                                |

Wereldbekerzeges
| Nr.         | Datum           | Plaats           | Onderdeel           |
| Individueel | Individueel     | Individueel      | Individueel         |
| ----------- | --------------- | ---------------- | ------------------- |
| 1.          | 11 maart 2015   | Kontiolahti (WK) | 15 km individueel   |
| 2.          | 23 januari 2016 | Antholz          | 10 km achtervolging |
| Estafettes  |                 |                  |                     |
| 1.          | 13 januari 2019 | Oberhof          | 4x6 km estafette    |